# Tamia

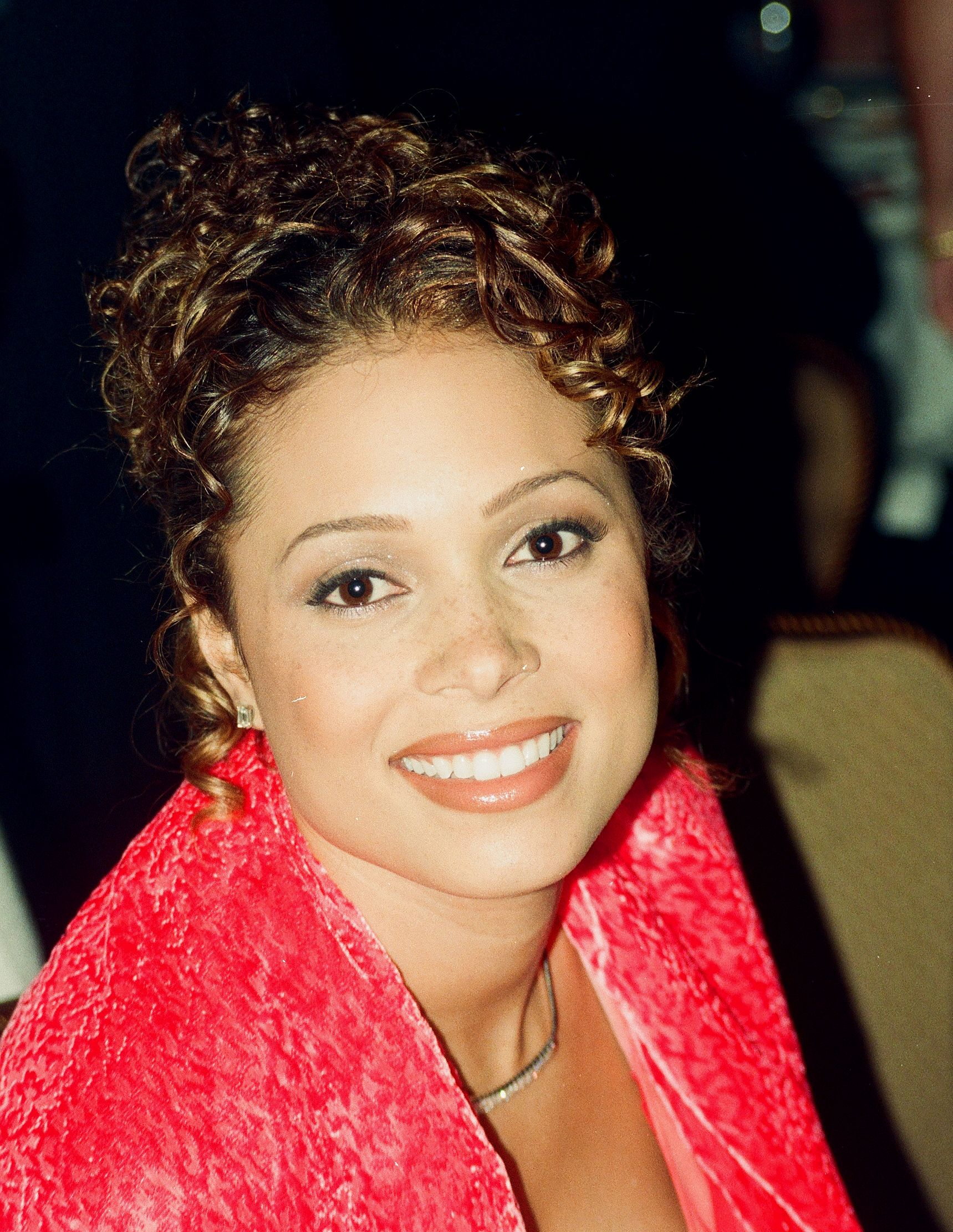
Tamia

Tamia (eigentlich Tamia Washington-Hill; * 9. Mai 1975 in Windsor, Ontario als Tamia Reneé Washington) ist eine kanadische Contemporary-R&B-Sängerin.

## Leben
Bereits im Alter von sechs Jahren begann Tamia Washington in der Kirche in Windsor, Ontario in einem Gospelchor zu singen. Um ihre Stimme weiterzubilden, nahm sie mit zehn Jahren Gesangsunterricht. Nach einigen kleineren Talentwettbewerben gewann sie unter anderem 1993 den YTV Vocal Achievement Award, einen kanadischen Rundfunkpreis. 1994 gewann sie in Los Angeles während einer Awards Show die Aufmerksamkeit von Brenda Richie und Quincy Jones. Ein Jahr später, mit 19 Jahren, nahm sie für Quincy Jones' Album Q's Jook Joint den Song You Put A Move On My Heart auf, welcher 1996 für einen Grammy Award nominiert wurde. Im selben Jahr nahm sie für den Soundtrack des Kinofilms Set If Off den Song Missing You zusammen mit Brandy, Gladys Knight und Chaka Khan auf, welcher ebenfalls für den Grammy nominiert wurde. Eine dritte Grammy-Nominierung hatte sie in der Kategorie „Best R'n'B Performance By A Duo with Vocal“ zusammen mit Babyface für den Song Slow Jams.
1998 brachte sie ihr erstes Soloalbum mit dem Titel Tamia heraus, 2001 folgte das Album A Nu Day. Dieses beinhaltete ihren bislang größten Hit Stranger In My House. 2005 erschien das Album More.
Am 24. Juli 1999 heiratete sie den US-amerikanischen Basketballspieler Grant Hill, mit dem sie zwei Töchter hat.

## Diskografie

### Studioalben
| Jahr | Titel              | Höchstplatzierung, Gesamtwochen, AuszeichnungChartsChartplatzierungen (Jahr, Titel, Platzierungen, Wochen, Auszeichnungen, Anmerkungen) | Anmerkungen                             |
| Jahr | Titel              | US | Anmerkungen                             |
| ---- | ------------------ | --- | --------------------------------------- |
| 1998 | Tamia              | US67 (24 Wo.)US | Erstveröffentlichung: 14. April 1998    |
| 2000 | A Nu Day           | US46 Gold · (28 Wo.)US | Erstveröffentlichung: 10. Oktober 2000  |
| 2004 | More               | US17 (9 Wo.)US | Erstveröffentlichung: 6. April 2004     |
| 2006 | Between Friends    | US66 (15 Wo.)US | Erstveröffentlichung: 14. November 2006 |
| 2012 | Beautiful Surprise | US23 (4 Wo.)US | Erstveröffentlichung: 28. August 2012   |
| 2015 | Love Life          | US27 (2 Wo.)US | Erstveröffentlichung: 9. Juni 2015      |
| 2018 | Passion Like Fire  | US145 (1 Wo.)US | Erstveröffentlichung: 7. September 2018 |

### EPs / Kompilationen
| Jahr | Titel                  | Anmerkungen                            |
| ---- | ---------------------- | -------------------------------------- |
| 2007 | A Gift Between Friends | Erstveröffentlichung: 23. Oktober 2007 |
| 2009 | Greatest Hits          | Erstveröffentlichung: 2. November 2009 |

### Singles
| Jahr | Titel Album                   | Höchstplatzierung, Gesamtwochen, AuszeichnungChartsChartplatzierungen (Jahr, Titel, Album, Platzierungen, Wochen, Auszeichnungen, Anmerkungen) | Anmerkungen                                                |
| Jahr | Titel Album                   | US | Anmerkungen                                                |
| ---- | ----------------------------- | --- | ---------------------------------------------------------- |
| 1998 | Imagination Tamia             | US37 (20 Wo.)US | Erstveröffentlichung: 8. Februar 1998 feat. Jermaine Dupri |
| 1998 | So into You Tamia             | US30 (20 Wo.)US | Erstveröffentlichung: 23. Juni 1998                        |
| 2000 | I Can’t Go For That A Nu Day  | US84 (5 Wo.)US | Erstveröffentlichung: 29. August 2000                      |
| 2000 | Stranger in My House A Nu Day | US10 (21 Wo.)US | Erstveröffentlichung: 25. Oktober 2000                     |
| 2003 | Officially Missing You More   | US83 (18 Wo.)US | Erstveröffentlichung: 20. September 2003                   |

Weitere Singles
| - 1996: Keep Hope Alive - 1997: Make Tonight Beautiful - 1998: The Christmas Song - 1999: Loving You Still - 2001: Tell Me Who - 2002: Be Alright - 2003: It’s a Party - 2004: Dance My Dream - 2004: Questions - 2004: Still | - 2005: Things I Collected - 2006: Can’t Get Enough - 2007: Me - 2007: Almost - 2012: Beautiful Surprise - 2012: Give Me You - 2015: Sandwich and a Soda - 2015: Stuck with Me - 2015: Love Falls Over Me |

### Als Gastmusikerin
| Jahr | Titel Album                               | Höchstplatzierung, Gesamtwochen, AuszeichnungChartplatzierungen (Jahr, Titel, Album, Platzierungen, Wochen, Auszeichnungen, Anmerkungen) | Höchstplatzierung, Gesamtwochen, AuszeichnungChartplatzierungen (Jahr, Titel, Album, Platzierungen, Wochen, Auszeichnungen, Anmerkungen) | Höchstplatzierung, Gesamtwochen, AuszeichnungChartplatzierungen (Jahr, Titel, Album, Platzierungen, Wochen, Auszeichnungen, Anmerkungen) | Anmerkungen                                                                                 |
| Jahr | Titel Album                               | CH | UK | US | Anmerkungen                                                                                 |
| ---- | ----------------------------------------- | --- | --- | --- | ------------------------------------------------------------------------------------------- |
| 1995 | You Put a Move on My Heart Q’s Jook Joint | — | — | US98 (4 Wo.)US | Erstveröffentlichung: 17. September 1995 Quincy Jones feat. Tamia                           |
| 1996 | Slow Jams Q’s Jook Joint                  | — | — | US68 (9 Wo.)US | Erstveröffentlichung: April 1996 Quincy Jones feat. Babyface, Barry White, Portrait & Tamia |
| 1996 | Missing You Set It Off (O.S.T)            | — | — | US25 (20 Wo.)US | Erstveröffentlichung: 6. August 1996 mit Brandy, Gladys Knight & Chaka Khan                 |
| 1999 | Spend My Life with You A Day in the Life  | — | — | US21 Gold · (22 Wo.)US | Erstveröffentlichung: 15. Juni 1999 Eric Benét feat. Tamia                                  |
| 2003 | Into You Street Dreams                    | CH87 (3 Wo.)CH | UK18 Platin · (6 Wo.)UK | US4 (26 Wo.)US | Erstveröffentlichung: 15. Juli 2003 Fabolous feat. Tamia                                    |

Weitere Gastauftritte
- 1997: Don’t Be Late, Don’t Come Too Soon (LL Cool J feat. Tamia)
- 2003: (They Long to Be) Close to You (Gerald Levert feat. Tamia)
- 2016: Sunshine (Remix) (Eric Benét feat. Tamia)

Beiträge für Soundtracks
- 1996: Set It Off: Missing You
- 1996: The Associate: Keep Hope Alive
- 1998: Speed 2: Make Tonight Beautiful
- 2002: The Transporter: Be Alright
- 2003: Honey: It’s a Party
- 2003: Honey: Into You
- 2003: A Man Apart: Officially Missing You
- 2004: First Daughter: Dance My Dream
- 2005: Diary of a Mad Black Woman: Things I Collected